# Valmtag
Valmtag eller afvalmet tag er et tag hvor tagfladerne har fald til alle fire sider, også på husets korte sider. Et komplet valmet tag erstatter husets gavl, mens et delvis valmet tag (halvvalmet tag) har en sekskantet gavl. Valmtag er almindelige i Danmark, delvist også i Sverige og særligt udbredt i Tyskland. Den valmede tagdel mindsker vindens angrebsflade, og vindbelastningen på tagkonstruktionen mindskes betydeligt. Den tagflade der vender mod gavlen kaldes for valmen.